# Flughafen Belgorod

i7
i11
i13
Der Flughafen Belgorod (russisch Международный Аэропорт Белгород, IATA-Code: EGO, ICAO-Code: UUOB) ist der internationale Flughafen von Belgorod in Russland.

## Lage
Der Flughafen liegt in der Stadt Belgorod, nahe der ukrainischen Grenze.

## Flugplatzmerkmale
Der Tower (TWR) sendet und empfängt auf der Frequenz 118.2 MHz.
Der Flughafen verfügt über verschiedene Navigationshilfen.
Die Start- und Landebahn 11/29 verfügt über ein Instrumentenlandesystem (ILS).
Das ungerichtete Funkfeuer (NDB) sendet auf der Frequenz 718 kHz mit der Kennung BX.

## Zwischenfälle
Laut ASN sind keine tödlichen Unfälle in der Nähe des Flughafens bekannt.